# Alcirona multidigitata
Alcirona multidigitata är en kräftdjursart som först beskrevs av James Dwight Dana 1853.  Alcirona multidigitata ingår i släktet Alcirona och familjen Corallanidae. Inga underarter finns listade i Catalogue of Life.